# Barzan, Charente-Maritime
Barzan là một xã trong tỉnh Charente-Maritime Charente-Maritime trong vùng Nouvelle-Aquitaine, tây nam nước Pháp. Xã Barzan, Charente-Maritime nằm ở khu vực có độ cao từ 0-47 mét trên mực nước biển.